# St. Mauritius (Regensdorf)

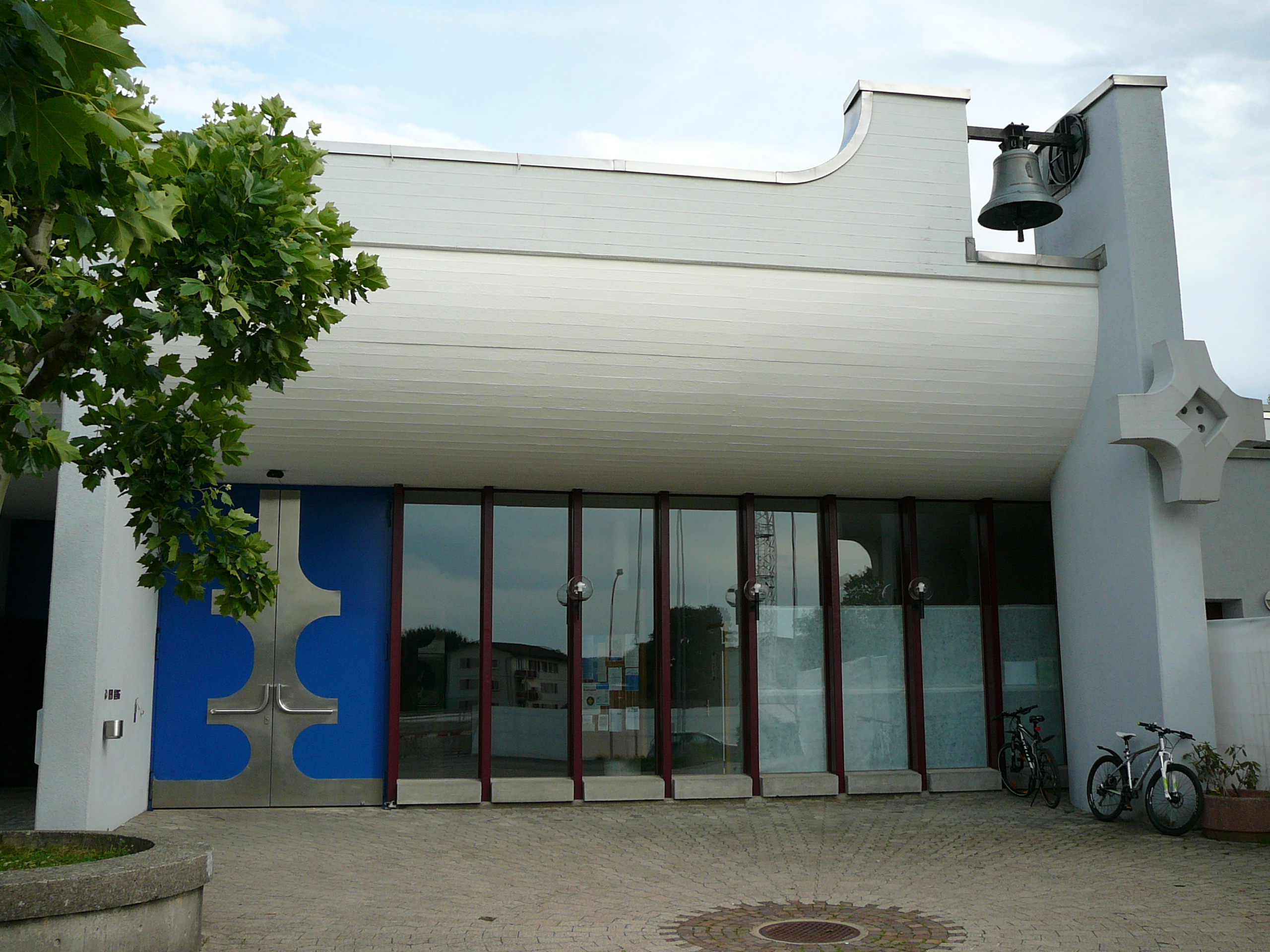
Kirche St. Mauritius, Aussenansicht

Die Kirche St. Mauritius ist die römisch-katholische Pfarrkirche von Regensdorf, der grössten Gemeinde im Furttal.

## Geschichte

### Hintergrund und Namensgebung

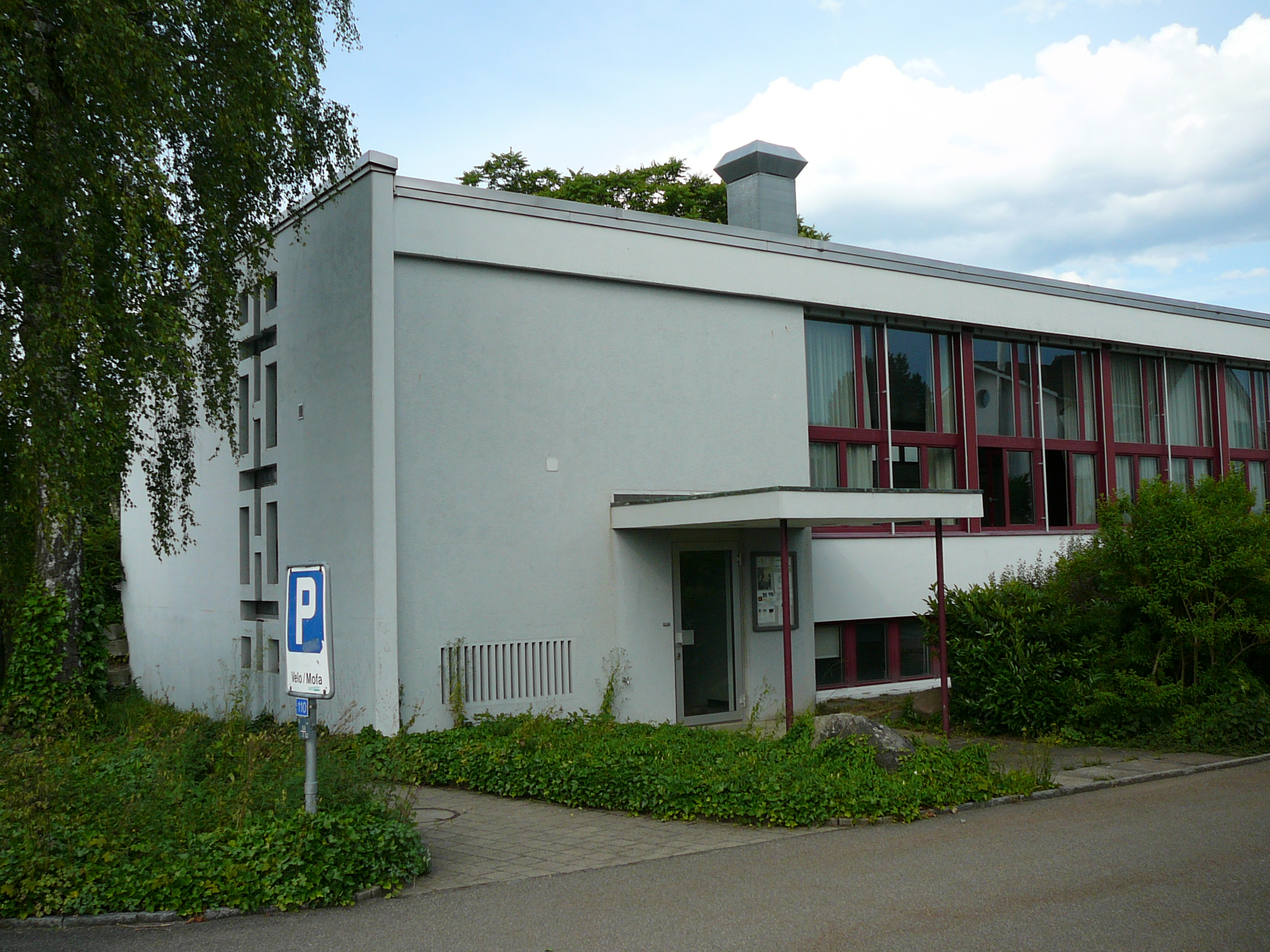
Erste Kirche St. Mauritius von 1960, heute Pfarrsaal

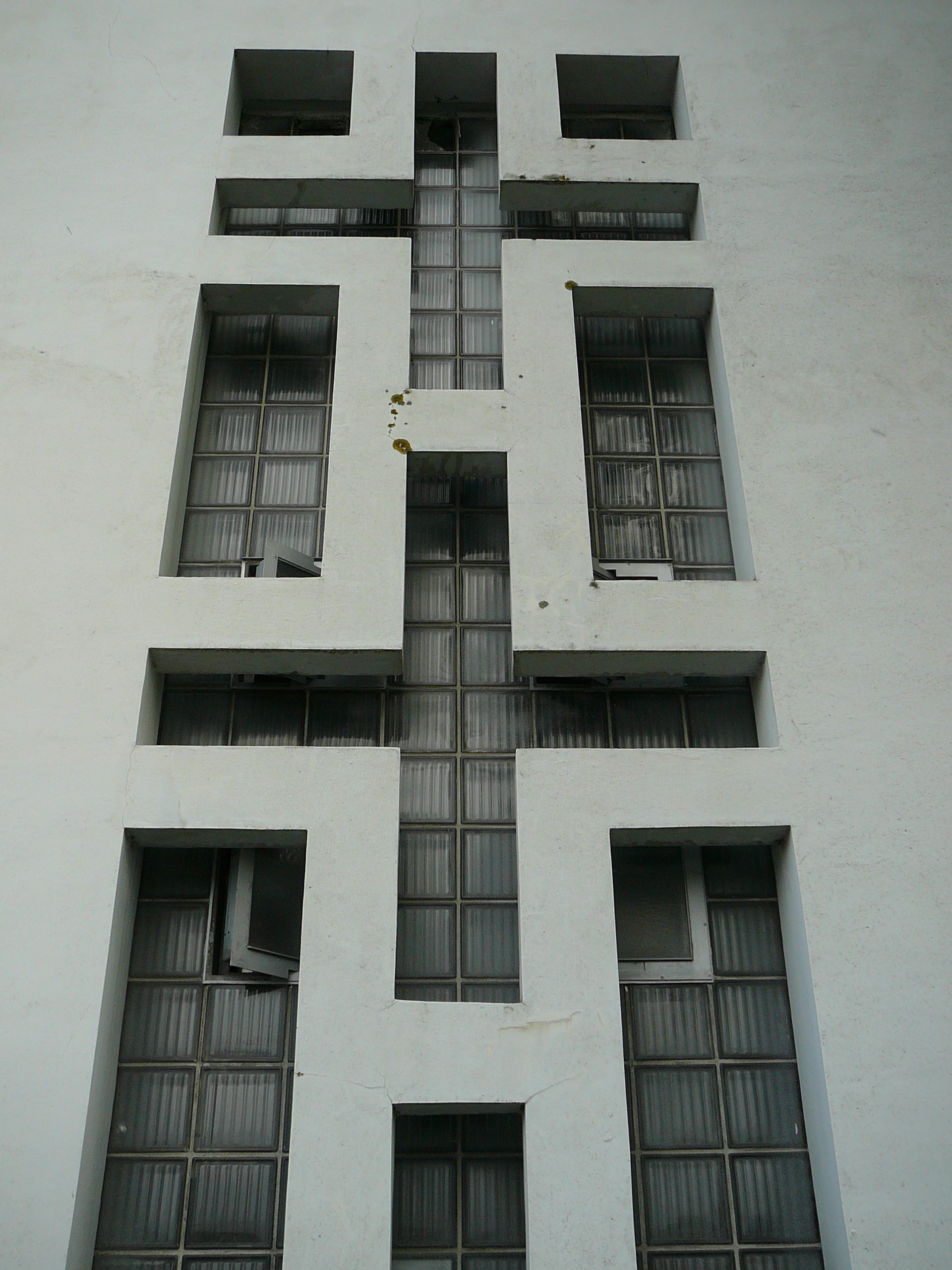
Detail an Fassade der ersten Kirche

Um 1200 wurde in Regensdorf die Nikolaus-Kapelle errichtet. Eine Urkunde des Bischofs von Konstanz von 1280 erwähnt die Kapelle St. Nikolaus als zur Pfarrei Höngg gehörend, dessen Kirche dem Hl. Mauritius geweiht war. Das ist der Grund, weshalb die katholische Kirche in Regensdorf den Hl. Mauritius zum Kirchenpatron hat.
Neben dieser ersten Kirche befand sich in Regensdorf noch eine zweite Kapelle, die ursprünglich eine Eigenkirche der Regensberger gewesen sein dürfte. Die zwei Kirchen gaben Anlass zur Herausbildung von zwei Dorfteilen in Regensdorf, dem Vorderdorf und dem Hinterdorf.
Nach der Reformation 1524 errichtete man in den Jahren 1558/1559 an der Stelle der damaligen zweiten Kapelle die Dorfkirche mit Turm und Kirchenschiff. Dieses wurde in den Jahren 1704/1705 eingerissen und durch das heute noch bestehende Kirchenschiff der reformierten Kirche ersetzt. Die Nikolauskapelle dagegen geriet in Vergessenheit und wurde als Schopf benützt. Im Jahr 1956 wurde die Nikolauskapelle restauriert und wieder kirchlichen Zwecken zugeführt.
Als 1898 der Bau der Strafanstalt Regensdorf begonnen wurde, waren dazu bis zu 400 italienische Arbeiter in Regensdorf beschäftigt. Zusammen mit ihren Familien zählte Regensdorf damals 700 Katholiken. Deshalb wurde während der Bauzeit der Strafanstalt bis ins Jahr 1901 jeden Sonntag ein katholischer Gottesdienst abgehalten. Später gab es in Regensdorf nur noch für die katholischen Gefangenen Gottesdienste, ab 1942 jeden Sonntag.
Die auf der linken Seite des Furttals lebenden Katholiken gehörten seit 1894 zur Pfarrei Herz Jesu (Zürich-Oerlikon) und seit 1928 zur Pfarrei St. Katharina (Zürich-Affoltern). Die auf der rechten Seite des Tales lebenden Katholiken gehörten zunächst zur Pfarrei Bülach, seit 1924 zur Pfarrei Niederhasli und schliesslich bis zur Gründung der Pfarrei Regensdorf zur Pfarrei Dielsdorf.
Nach dem Zweiten Weltkrieg entwickelte sich Regensdorf vom Bauerndorf zum Industriestandort. Im Jahr 1950 lebten auf dem Gebiet der heutigen Pfarrei rund 300 Katholiken, 1960 waren es bereits rund 1400 sowie weitere etwa 150 Saisonniers. Die katholische Kirche reagierte auf den Zuzug von katholischen Einwohnern in Regensdorf, indem ab 1955 in einem Kellerlokal eine Notkirche eingerichtet wurde.
Die Pfarrei St. Mauritius Regensdorf zählt mit 9'634 Mitgliedern (Stand 2021) zu den grossen katholischen Kirchgemeinden im Kanton Zürich.

### Baugeschichte

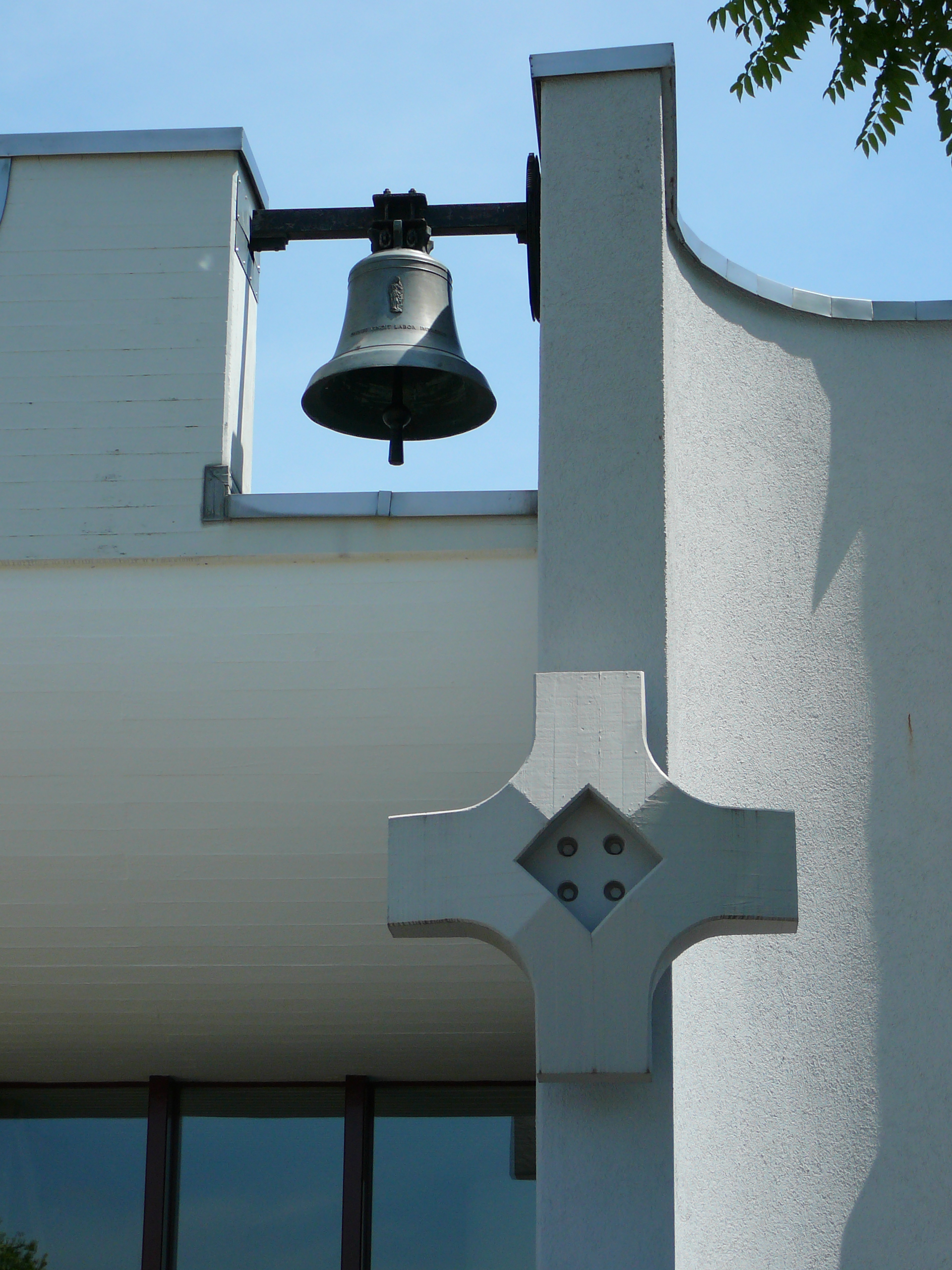
Dachreiter mit Glocke und Betonkreuz

Bereits 1937 hatte der Diözesan-Kultus-Verein Chur im Auftrag der Pfarrei St. Katharina (Zürich-Affoltern) einen Baugrund in Regensdorf erworben. Als in den 1950er Jahren der Bau einer Kirche im Furttal immer dringlicher erschien, machte der Generalvikar Alfred Teobaldi den Vorschlag, aufgrund Geldmangels auf dem Baugrund in Regensdorf zuerst nur eine Notkirche aufstellen zu lassen. Dies wurde jedoch von den Mitgliedern der neu gegründeten Kirchenstiftung abgelehnt. Trotz bescheidener Eigenmittel erfolgte deshalb am 19. Juli 1959 der Spatenstich für die erste Pfarrkirche St. Mauritius samt Pfarrhaus in Massivbauweise. Dieser erste Kirchbau wurde vom Architekten Richard Krieg errichtet, von Anfang an mit der Absicht, dieses Gottesdienstlokal nach dem Bau einer eigentlichen Kirche als Pfarrsaal zu benutzen. Am 5. Juni 1960 konnte das Gottesdienstlokal eingeweiht werden.
Am 14. Januar 1963 wurde St. Mauritius Regensdorf per Dekret durch den Churer Bischof Johannes Vonderach zur Pfarrei ernannt und zusammen mit Dällikon, Dänikon und Hüttikon von der Pfarrei St. Katharina abgetrennt. Die Gemeinden Buchs, Otelfingen und Boppelsen, die bisher zur Pfarrei Dielsdorf gehörten, wurden ebenfalls der Pfarrei St. Mauritius zugeschlagen.
Im Juni 1967 erwarb die Pfarrei St. Mauritius in Otelfingen Land für den Bau einer weiteren Kirche, die allerdings bislang nicht realisiert wurde.
In den Jahren 1973–1974 wurde die heutige Kirche St. Mauritius nach Plänen des Architekten Benedikt Huber erbaut. Die Einweihung der Kirche und des Zentrums erfolgte am 15. Dezember 1974 durch den Churer Bischof Johannes Vonderach.
Am 29. November 2016 stimmte die Kirchgemeindeversammlung über bauliche Massnahmen an der Kirche und dem Pfarreizentrum ab. Hierbei wurde die geplante Neugestaltung des Innenraums verworfen, die umfassende Sanierung von Kirche und Pfarreizentrum dagegen gutgeheissen.

## Baubeschreibung

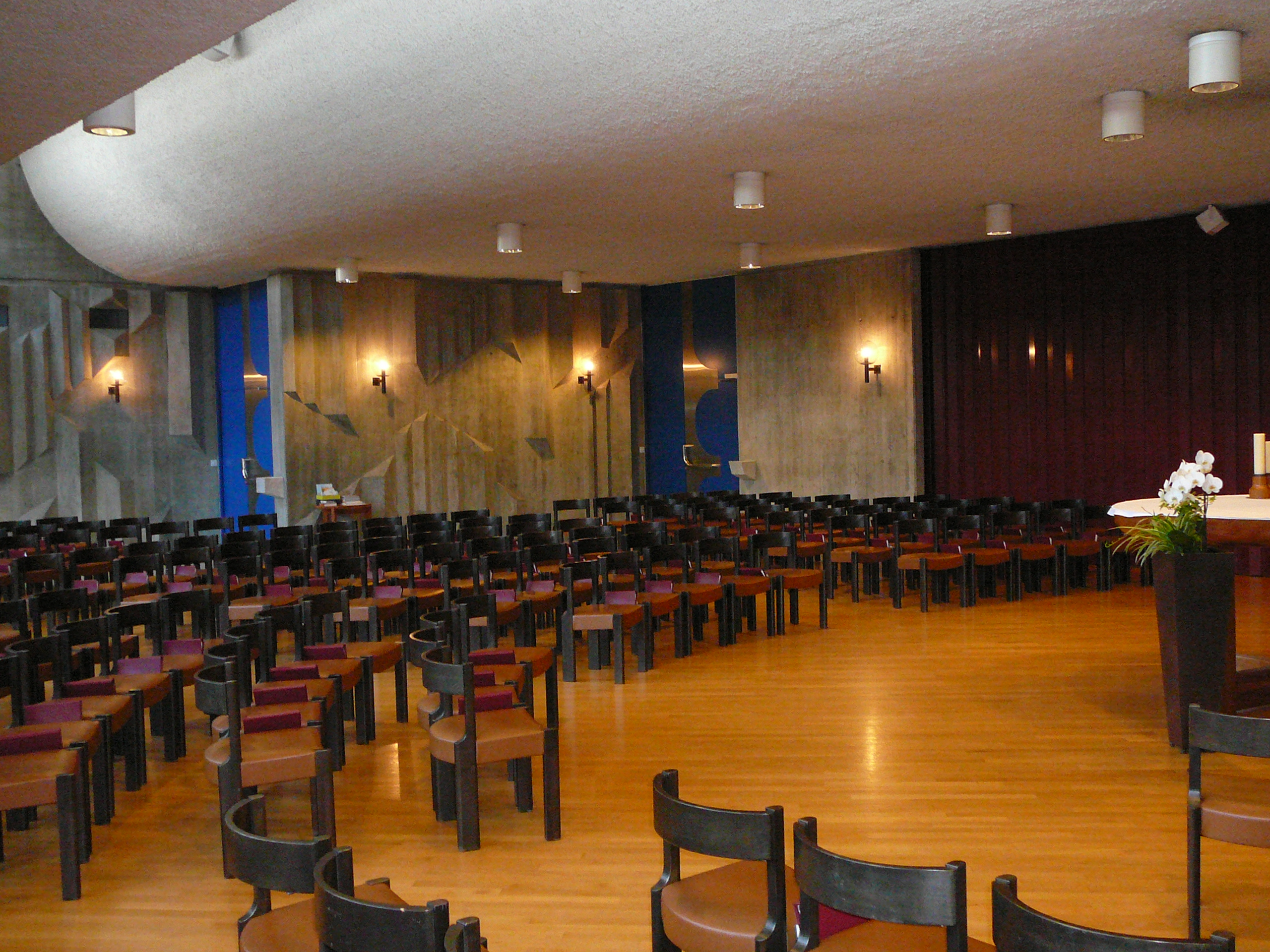
Kirche St. Mauritius, Innenansicht

Das Pfarreizentrum mit der Kirche St. Mauritius befindet sich in einem Neubauquartier von Regensdorf. Unauffällig steht es an der Schulstrasse in der Nähe von einem Alters- und Pflegeheim und einem Schulhauskomplex. Das Gebäude wirkt niedrig und der Verzicht auf einen Kirchturm verstärkt den Eindruck eines zurückhaltenden Kirchbaus. Einzig die Glocke im Dachreiter und das darunter an der Mauer angebrachte Betonkreuz verraten, dass es sich bei diesem Gebäude um ein kirchliches Zentrum handelt.
Bewusst verzichtete der Architekt bei diesem Kirchbau auf Monumentalität. Diese gestalterische Zurückhaltung kann durch zwei Fakten erklärt werden: Zum einen wollte man die im Diaspora-Gebiet erbaute Kirche bewusst dezent gestalten. Zum anderen gerieten die Kirchen in den 1960er Jahren generell unter Druck, weshalb man Kirchen ohne dominante Wirkung im Siedlungsbild bauen wollte.
Unter dem Dachreiter mit der Glocke gelangt man zunächst ins Foyer. Dieses bildet nicht nur den Vorraum zur Kirche und zu den anderen Räumlichkeiten, sondern ist aufgrund seiner Grösse dazu konzipiert, dass sich die Besucher des Kirchzentrums vor und nach den Veranstaltungen im Foyer treffen.
Die Räume des Pfarreizentrums dienen nicht allein kirchlichen Veranstaltungen, sondern stehen auch kulturellen und gemeinschaftlichen Anlässen von Gruppen, Vereinen und Privaten zur Verfügung. Von Beginn an war deshalb ein öffentlicher Gastrobetrieb Bestandteil des Zentrums, der durch den Umbau im Jahr 2013 noch weiter verstärkt werden soll. Ein Ausdruck dieser Multifunktionalität des Pfarreizentrums ist, dass die Kirche nicht als solche bezeichnet wird, sondern als Gemeinschaftsraum. Dennoch sollte die Bedeutung und die Würde des Kirchenraums architektonisch betont werden. Dies wurde durch die verwendeten Materialien, durch die Lichtführung und durch die Innenausstattung zu erreichen versucht.
Beim Bau der heutigen Kirche wurde die erste Kirche wie geplant zum grossen Saal des Pfarreizentrums umgebaut und das erste Pfarrhaus wurde zum Pfarrbüro. Die Räumlichkeiten der ersten Bauetappe fügen sich nahtlos in das heutige Kirchzentrum ein. Das heutige Pfarrhaus wurde zusammen mit dem Pfarreizentrum 1972/1973 neu erbaut.

### Dachreiter und Glocke
Die erste Kirche von Regensdorf erhielt im November 1960 eine Glocke, die an einem frei stehenden Träger angebracht war. Diese Glocke war ein Geschenk von Frauen aus der Pfarrei, die die Kosten dieser Glocke durch Putzarbeiten verdient hatten. Dies erklärt auch die Aufschrift auf der Glocke: „Omnia vincit labor improbus“ – Man überwindet sämtliche Schwierigkeiten, wenn man mühevolle Arbeit nicht scheut.
Diese Glocke wurde im Juni 1960 von der Glockengiesserei Emil Eschmann, Rickenbach bei Wil SG gegossen. Sie sollte die kleinste Glocke eines vierstimmigen Geläuts mit der Tonfolge es' – ges' – as' – b' werden, das jedoch nie realisiert wurde. Heute befindet sich die Glocke im Dachreiter über dem Eingangsportal des Kirchzentrums.
| Nummer | Gewicht | Ton | Widmung    |
| ------ | ------- | --- | ---------- |
| 1      | 435 kg  | b1  | Hl. Verena |

### Innenraum und künstlerische Ausstattung

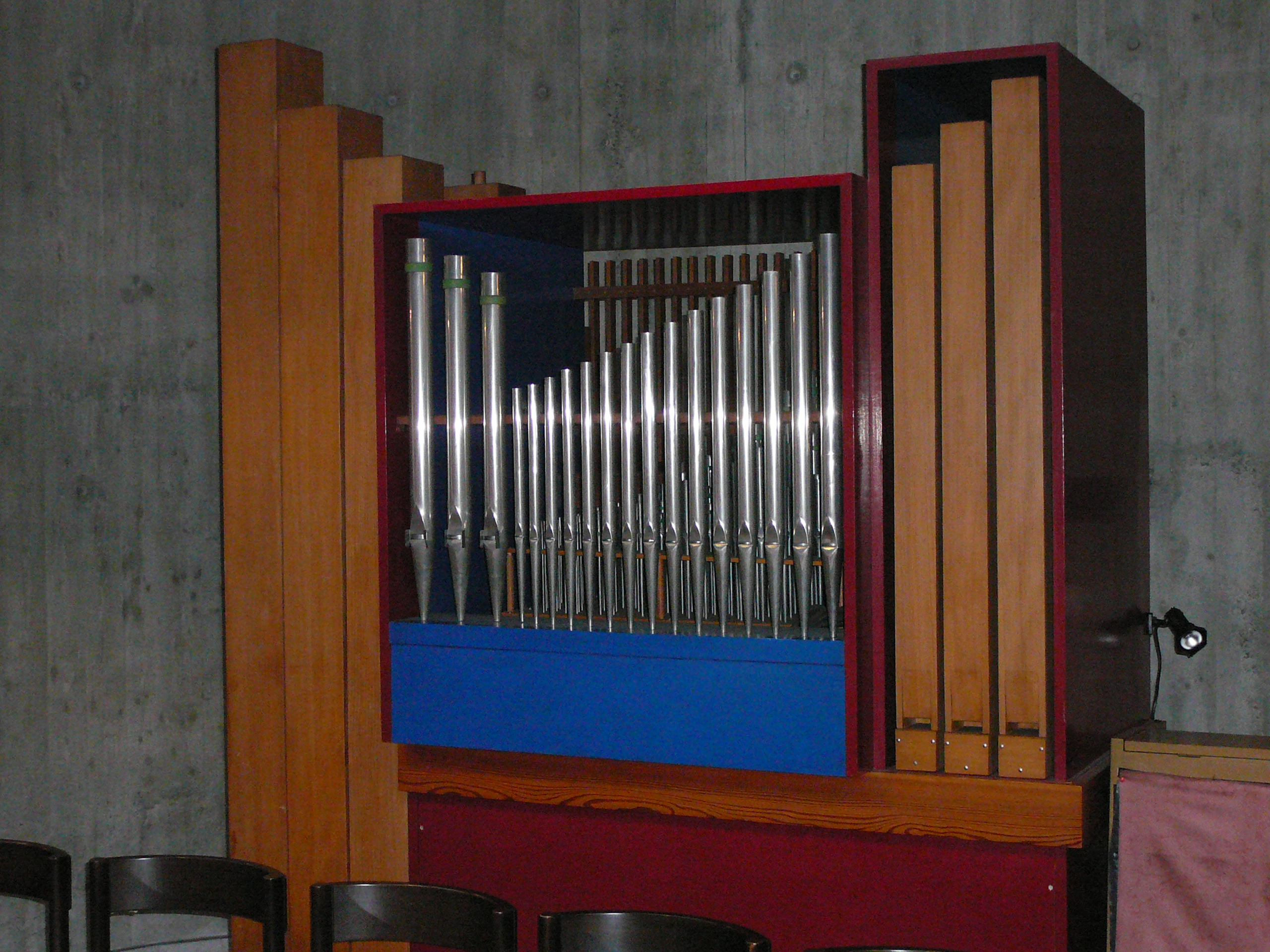
Orgel in der Kapelle

Der an sich schlichte Kirchbau erhielt einige künstlerische Elemente: In der Kirche zeigen der Altar und der Ambo (beide aus Holz gearbeitet), dass der Raum trotz seiner Multifunktionalität vorwiegend für Gottesdienste bestimmt ist. In einer tragenden Säule wurde der Tabernakel eingelassen, dies als Zeichen, dass das gesamte Leben der Pfarrei von Gott getragen wird. Die Rückwand der Kirche ziert ein Relief, das vom Bildhauer Peter Meister gestaltet wurde. Die Lichtführung erfolgt durch Fensteröffnungen im Dach, sodass das Licht von oben in den Kirchraum fällt. In die rechte Seitenwand der Kirche wurden Fensteröffnungen eingelassen, die jedoch keine Kirchenfenster enthalten.

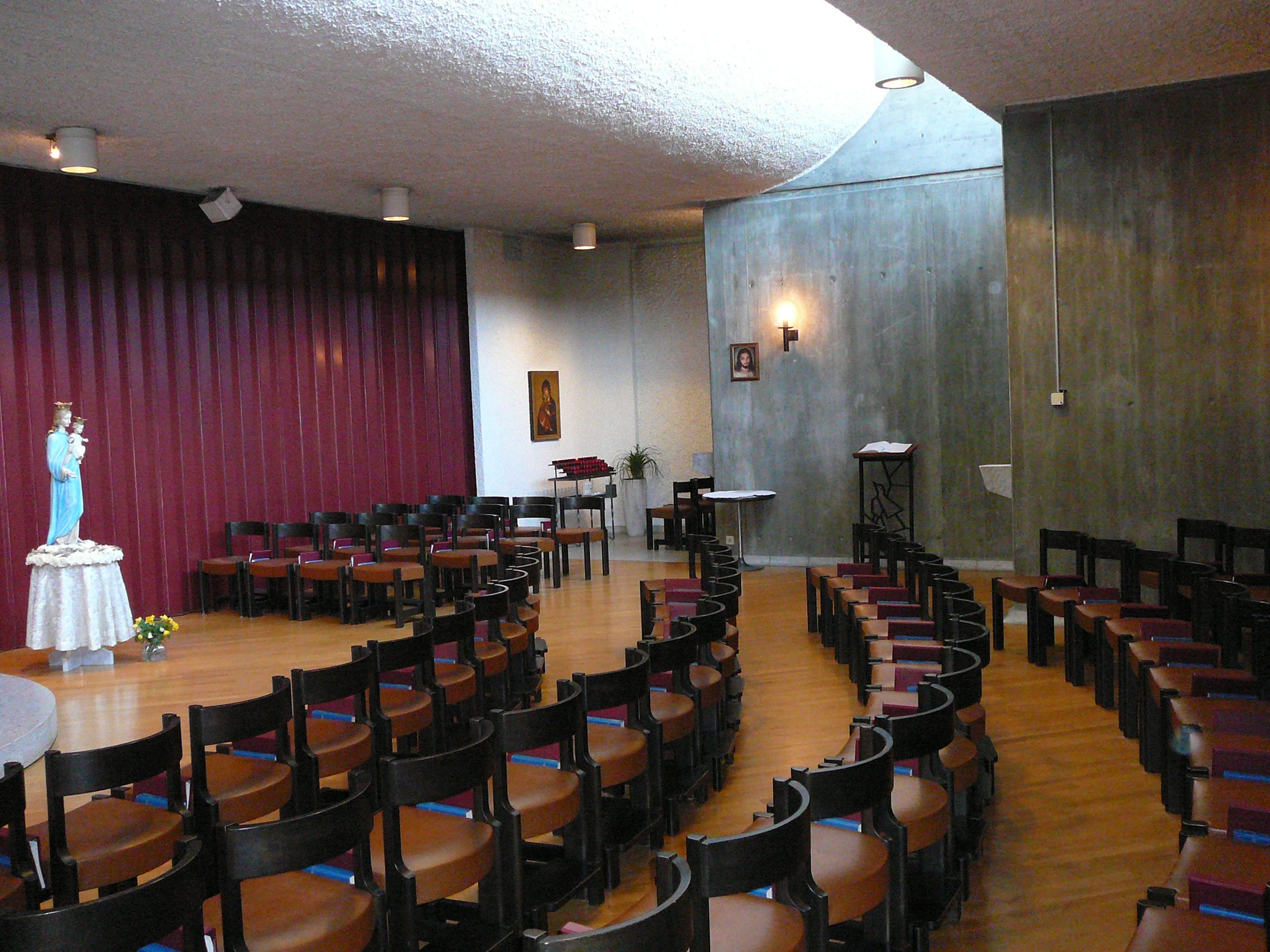
Kapelle von St. Mauritius

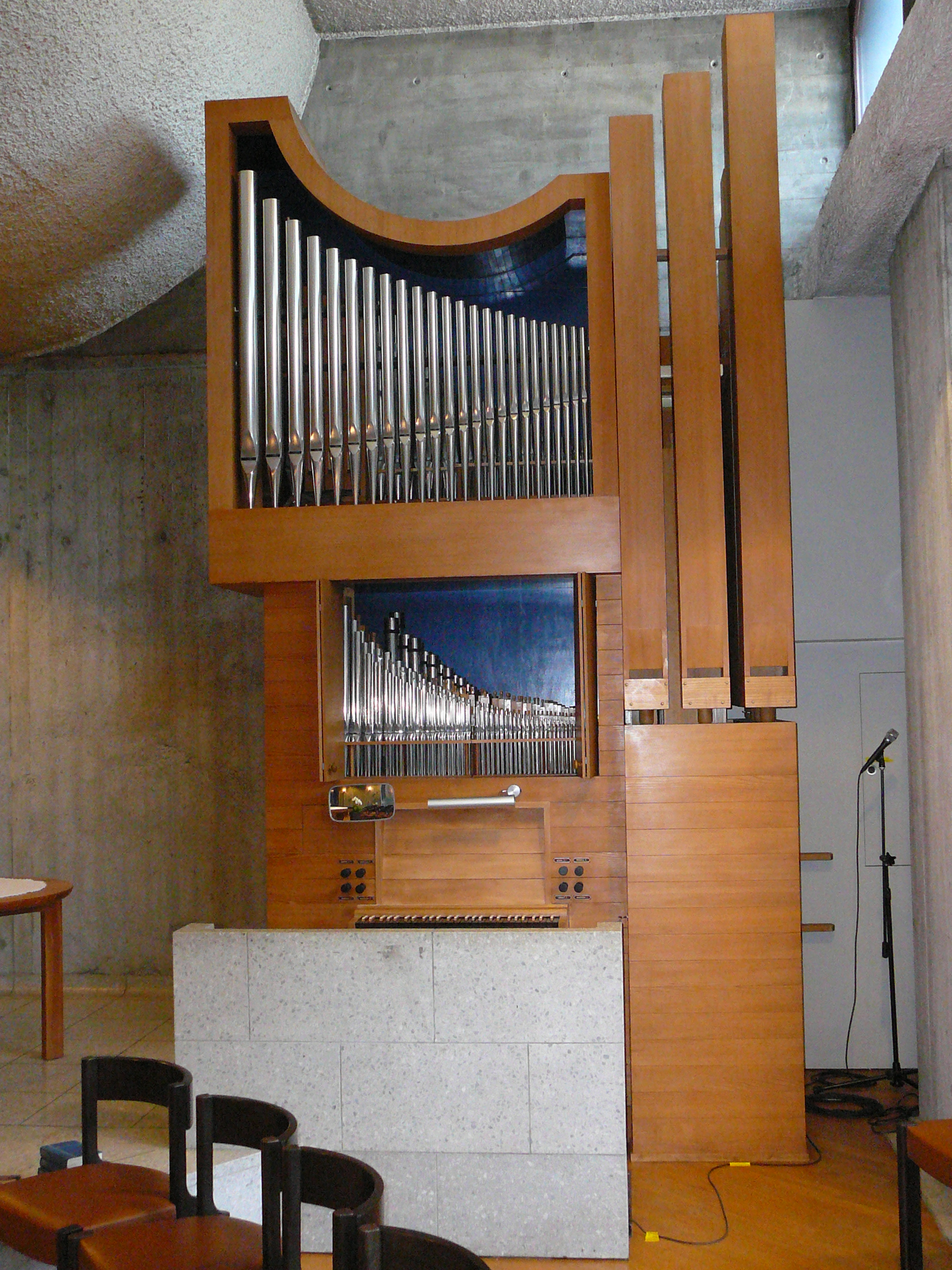
Orgel der Kirche

An die Kirche grenzt die Kapelle an, die von der Kirche durch eine dunkelrote Schiebewand getrennt wird. In der Kapelle befindet sich an der gleichen tragenden Säule wie in der Kirche ein zweiter Tabernakel. Der Altar der Kapelle wurde nach dem Vorbild des Altares der Kirche geschaffen.
Weil ursprünglich gedacht war, dass die Kirche als multifunktionaler Gemeinschaftsraum nicht ausschliesslich die Kirche sein sollte, wurde die Kapelle als eigentliche Pfarrkirche konzipiert. Deshalb befindet sich nicht im Altar der Kirche, sondern unter dem Altar der Kapelle eine in den Boden eingelassene Platte mit den Reliquien von Gefährten des Hl. Mauritius, die die Abtei Saint-Maurice der Pfarrei Regensdorf anlässlich des Baus des Vorgängerbaus im Jahr 1960 übergeben hatte. Diese Bodenplatte ist denn auch mit dem Datum 1960 versehen. Auch die Tatsache, dass sich der Taufstein von St. Mauritius nicht in der Kirche befindet, sondern in der Kapelle, verweist darauf, dass dieser – durch einen eigenen Ausseneingang – zugängliche Raum als eigentliche Pfarrkirche gedacht war.
Der Taufstein stammt von Peter Meister, die zeitgenössische Marien-Statue mit Kind, die sich in der Kapelle in einer Fensternische unterhalb des Daches befindet, wurde von Franz Purtschert geschaffen.

### Orgeln
Für die Gottesdienste der Pfarrei St. Mauritius fanden bislang vier Orgeln Verwendung: Das erste Instrument, das in der Vorgängerkirche (dem heutigen Pfarrsaal) an Weihnachten 1963 erstmals erklang, war eine Kleinorgel, die jedoch bereits im Juni 1964 durch eine von Georges Schamberger erbaute Orgel ersetzt wurde. Diese zweite Orgel verblieb in der ersten Kirche, bis 1975 in der heutigen Kirche das Instrument der Firma Orgelbau Genf AG eingebaut wurde. Dann wurde die Schamberger-Orgel in die Kapelle versetzt, wo sie bis 2016 ihren Dienst tat. Seit 2016 ist in der Kapelle die Barmettler-Orgel aufgebaut.

#### Schamberger-Orgel (1964 bis 2016)
Die Orgel von Georges Schamberger wies folgende Disposition auf:
| Manual    |       |
| Gedeckt   | 8′    |
| Rohrflöte | 4′    |
| Principal | 2′    |
| Quinte    | 2 ⁄3′ |
| Oktavlein | 1′    |

| Pedal C–d1 |     |
| Subbass    | 16′ |

- Koppel: I/P

#### Orgel von Orgelbau Genf AG (seit 1975)
Die Orgel der Kirche stammt von der Firma Orgelbau Genf AG und wurde am 7. Juni 1975 eingeweiht.
| I Hauptwerk C–g3 |       |
| Rohrflöte        | 8′    |
| Principal        | 4′    |
| Schwiegel        | 2′    |
| Mixtur           | 1 ⁄3′ |

| II Positiv C–g3 |       |
| Gedeckt         | 8′    |
| Holzflöte       | 4′    |
| Quinte          | 2 ⁄3′ |
| Principal       | 2′    |

| Pedal C–f1 |     |
| Subbass    | 16′ |
| Bourdon    | 8′  |

- Koppeln: II/I, I/P, II/P
- Spiel- und Registertraktur: rein mechanisch

#### Barmettler-Orgel (seit 2016)
In der Kapelle wurde 2016 als Ersatz der Schamberger-Orgel ein Instrument aufgebaut, das bis dahin in der Kirche Schenkon LU gestanden hatte. Diese Orgel war 1965 von Ernst W. Barmettler in der Werkstatt von Orgelbau Walter Graf, Sursee erbaut worden. Später kaufte die Firma Orgelbau Walter Graf das Instrument und vermietete es an verschiedene Kirchgemeinden. 1987 wurde die Barmettler-Orgel im Kirchenzentrum von Schenkon bleibend aufgebaut, bis sie dort 2016 durch einen Orgelneubau ersetzt und in der Kapelle in Regensdorf aufgestellt wurde.
| Manual        |    |
| Gedeckt       | 8′ |
| Principal     | 4′ |
| Rohrflöte     | 4′ |
| Gemshorn      | 2′ |
| Zimbel II-III | 1′ |

| Pedal C–g1   |     |
| Pommer       | 16′ |
| Gedacktflöte | 4′  |

- Normalkoppel: I/P